# استیگ سوندکویست
استیگ سوندکویست (سوئدی: Stig Sundqvist; ۱۹ ژوئیهٔ ۱۹۲۲ – ۳ اوت ۲۰۱۱) بازیکن و مربی فوتبال اهل سوئد بود.
از باشگاه‌هایی که در آن بازی کرده‌است می‌توان به باشگاه فوتبال آ.اس. رم اشاره کرد.
وی همچنین در تیم ملی فوتبال سوئد بازی کرده‌است.